# Kapitulacja

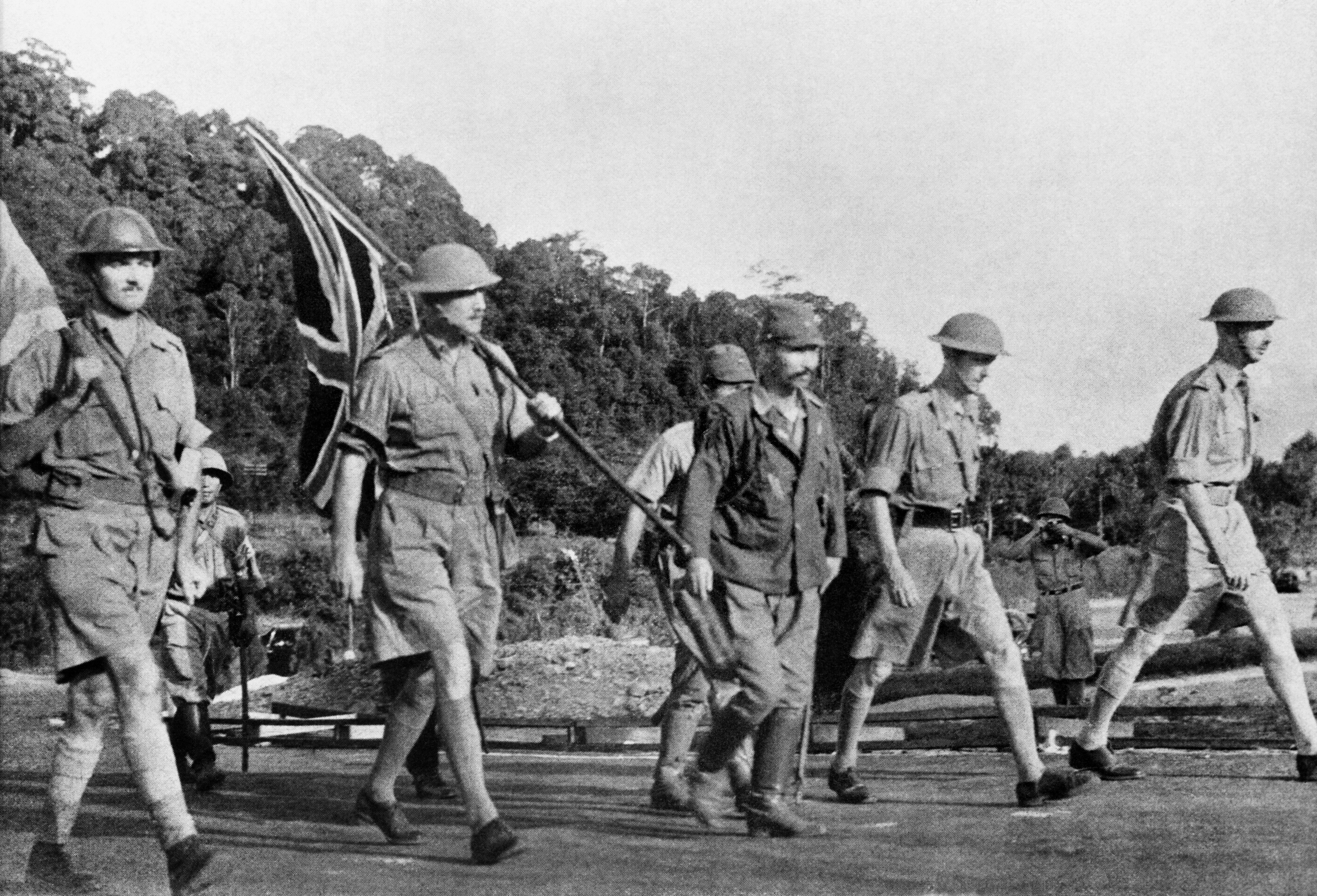
Kapitulacja części wojsk brytyjskich po bitwie o Singapur (1942)

Kapitulacja (z łac. capitulatio od capitulum "nagłówek" zdrobnienie od caput "głowa") – umowa poddania się przeciwnikowi pod pewnymi warunkami lub bezwarunkowo.
Kapitulacja może dotyczyć części lub całości sił zbrojnych. Kapitulacja wszystkich sił zbrojnych kończy działania wojenne, na przykład działania wojenne z III Rzeszą podczas II wojny światowej zostały zakończone na podstawie aktu bezwarunkowej kapitulacji, podpisanej 8 maja 1945 przez przedstawicieli naczelnego dowództwa niemieckiego.
Przepisy dotyczące kapitulacji są ujęte m.in. w regulaminie haskim z 18 października 1907 w rozdziale 4 (art. 35), który głosi:  W kapitulacjach, zdecydowanych między układającymi się stronami, należy brać pod uwagę przepisy o honorze wojskowym.  Zawarte kapitulacje mają być ściśle przestrzegane przez obie strony.